# Franqueville, Aisne

Franqueville este o comună în departamentul Aisne din nordul Franței. În 1 ianuarie 2022 avea o populație de 107 de locuitori.